# Nissan Z
La Nissan Z (aussi appelée 400Z) est une voiture de sport produite par le constructeur automobile japonais Nissan à partir de 2021. Elle appartient à la lignée des voitures sportives de la « série Z » de Nissan / Datsun dont elle est le 7e opus, et remplace la Nissan 370Z. Toutefois Nissan ne l’importera pas en Europe du fait du cycle d’homologation des émissions CO2 non compatible avec les nouvelles normes Euro 7 Européennes.

## Histoire
En 2018, la septième génération de Nissan Z est évoquée pour la première fois par Alfonso Abaisa, vice-président senior pour la conception mondiale de Nissan, qui confirme au magazine automobile australien WhichCar qu'une successeur directe de la Nissan 370Z était en cours de développement. Le 19 mars 2020, Nissan a déposé une marque pour la nouvelle version du logo Z. Le 28 mai 2020, dans le cadre du plan de restructuration mondial de Nissan, nommé "Nissan Next", la chaîne YouTube officielle de Nissan publie une courte vidéo présentant sa gamme de véhicules mise à jour, y compris la nouvelle Z; cette vidéo a également confirmé que la nouvelle Z aurait un style rétro, sa forme générale et ses feux de circulation circulaires faisant référence à la Nissan 240Z.

## Présentation
Le modèle Z de production est préfiguré par le concept Nissan Z Proto présenté le 15 septembre 2020. La Nissan Z est présentée le 17 août 2021 à New York par la chaîne YouTube officielle de Nissan, et la voiture a été présentée par Cody Walker (frère de Paul Walker). Le modèle de production se décline en deux versions : Z Sport et Z Performance. La finition Z Sport de base a un prix de départ de 40 000 USD. Elle est commercialisée à partir du printemps 2022 aux États-Unis et en Asie, mais pas en Europe.

### Z Proto Launch Edition
Après le dévoilement de la Z, Nissan a annoncé qu'une édition de lancement avec transmission manuelle uniquement serait introduite avant le modèle de production. Baptisé Z Proto Launch Edition, elle sera limitée à 240 unités et elle aura les mêmes caractéristiques que le concept Nissan Z Proto, y compris le ton de couleur extérieure noir et jaune, roues en bronze avec étriers de frein jaunes, sièges noirs avec surpiqûres et accents jaunes et un pommeau de levier de vitesses jaune. La Z Proto Launch Edition présente également des surpiqûres jaunes dans tout l'habitacle, panneaux de garniture de porte en daim et en tissu et badge Proto Spec,,.

### Z Performance
La Z Performance a le VR30DDTT, un moteur V6 biturbo de 3,0 litres, générant une puissance maximale de 298 kW (405 ch) à 6 400 tr/min et 475 N m de couple entre 1 600 et 5 600 tr/min avec une ligne rouge à 6 800 tr/min. Cette finition a également une transmission manuelle à 6 vitesses et une transmission automatique à 9 vitesses. Cette finition conserve toutes les caractéristiques et améliorations de la finition Sport de base ainsi que d'autres nouvelles fonctionnalités.
Les autres améliorations incluent : SynchroRev Match et un système de correspondance de régime pour les modèles à transmission manuelle, palettes de changement de vitesse inspirées de la Nissan GT-R pour les modèles à transmission automatique, une configuration de suspension encore plus sportive par rapport à la finition Sport, disques de frein plus grands avec 356 mm pour l'avant et 351 mm à l'arrière et également des étriers en aluminium flottants rouges avec quatre pistons à l'avant et deux pistons pour l'arrière. Pour la finition Performance, Nissan a également proposé un différentiel à glissement limité de type embrayage mécanique, jantes Rays de 19 pouces en alliage forgé super léger avec pneus de route Bridgestone Potenza S007 haute performance, becquets avant et arrière pour améliorer l'appui, doubles pot d'échappement sportifs, sièges chauffants en cuir avec réglage électrique en quatre directions, écran tactile d'infodivertissement de 23 cm avec navigation et services NissanConnect et système audio Bose à huit haut-parleurs,.

### Z Nismo
Le 1er août 2023, Nissan présente la version Nismo de la 400Z dotée du V6 3,5 litres, poussé à 425 ch et 521 N m de couple, et accouplé uniquement à une boîte de vitesses automatique à 9 rapports. Elle reçoit une calandre élargie, de nouvelles jantes 19 pouces avec des étriers de frein rouge, et un liseré rouge parcours le soubassement tout atour du coupé.

## Caractéristiques techniques
Le coupé repose sur la plate-forme FM de la 370Z. Elle reprend également le système Synchro Rev Control de la Nissan 370z qui, sur une boîte de vitesses manuelle, permet de synchroniser le régime moteur avec le rapport que le conducteur souhaite engager.

### Motorisations
La Nissan Z est dotée du V6 VR30DDTT provenant d'Infiniti Performance Line dont la cylindrée est ramenée de 3,7 à 3 litres et reçoit l'adjonction de deux turbocompresseurs portant ainsi la puissance à 400 ch (à 6 400 tr/min) et 475 N m de couple (entre 1 600 tr/min et 5 600 tr/min) avec une ligne rouge à 6 800 tr/min.

### Transmission
La Z a une transmission manuelle à 6 vitesses comme les véhicules Z de la génération précédente. Une transmission automatique à 9 vitesses avec Launch Control est également offerte en option,.

### Intérieur
L'intérieur a été conçu avec l'aide du pilote de course de Nismo en Super GT GT500, Tsugio Matsuda. À l'intérieur se trouve un écran d'instrumentations TFT de 31 cm personnalisable, indicateur de changement de vitesse programmable, trois jauges analogiques qui montrent la suralimentation du turbocompresseur, le tachymètre du turbocompresseur (en tr/min) et la tension de la batterie (qui sont perchées au sommet du tableau de bord, inclinées vers le lecteur) et sièges baquets sport à réglage manuel similaires à ceux de la Nissan GT-R et pouvant être réglés en huit directions pour le côté conducteur et en quatre directions pour le côté passager. Des sièges en tissu avec inserts en suède synthétique et une gamme complète d'équipements de sécurité et d'équipements d'assistance à la conduite sont également proposés.
Les clients peuvent choisir la couleur intérieure en couleurs Black, Red ou Blue. À l'intérieur, Nissan propose également un système d'infodivertissement à écran tactile de 20 cm avec navigation et services NissanConnect, système audio Bose à six haut-parleurs avec suppression active du bruit et amélioration active du son. La technologie de sécurité de série comprend : un avertissement de sortie de voie, freinage automatique avec détection des piétons, Apple CarPlay et Android Auto et régulateur de vitesse intelligent,.

### Extérieur
La Nissan Z est disponible avec trois options de peinture extérieure monotone et six schémas bicolores. Inclus dans les options monotones sont Black Diamond Metallic, Gun Metallic et Rosewood Metallic. Les options bicolores associent un toit Super Black aux couleurs suivantes : Brilliant Silver, Boulder Gray, Seiran Blue, Ikazuchi Yellow, Passion Red TriCoat ou Everest White Pearl TriCoat. Des rétroviseurs latéraux couleur carrosserie avec clignotants à LED intégrés sont également présentés. Le capot, les portes et le hayon sont tous en aluminium léger,.

### Suspension, freins et roues
La configuration de la suspension de la nouvelle Z comprend une suspension en aluminium à double triangulation avec un angle de chasse accru à l'avant, améliorant le suivi en ligne droite et la stabilité à grande vitesse. Un renfort de tour de jambe de force avant rigidifie la structure avant et une suspension arrière multibras a été proposée. Elle est également livrée avec des pneus encore plus larges que ceux de la Nissan 370Z, des amortisseurs monotubes de plus grand diamètre et une rigidité de carrosserie améliorée pour aider à améliorer les virages.
Aux freins, Nissan proposait des disques de 320 mm à l'avant et des unités de 307 mm à l'arrière, agrippés par des étriers fixes à deux pistons à l'avant et des étriers fixes à un piston à l'arrière.
La Nissan Z reçoit des jantes en alliage d'aluminium de 18 pouces avec des pneus Yokohama Advan,.

## Finitions
- Sport
- Performance

### Série spéciale
- Proto Spec, limitée à 240 exemplaires aux États-Unis[4],[15].

## Sport automobile
La nouvelle Fairlady Z GT500 devrait participer à la saison 2022 du Super GT, c'est la première fois en 15 ans qu'une voiture Z participe à cette compétition, remplaçant la GT-R, qui avait couru pendant 13 saisons consécutives. Cette Fairlady Z GT500 est basée sur la Z34.

## Concept car
La Nissan 400Z est préfigurée par le concept car Nissan Z Proto présenté le 15 septembre 2020. Le prototype mesure 4 382 mm de long, soit 142 mm de plus que la Nissan 370Z actuelle, mais il n'est pas plus large.